# Томпсон, Брэд
Брэдли Джозеф «Брэд» Томпсон (англ. Bradley Joseph «Brad» Thompson; 31 января 1982, Лас-Вегас, Невада) — американский бейсболист, питчер. Победитель Мировой серии 2006 года в составе «Сент-Луис Кардиналс».

## Карьера
После окончания Государственного университета Дикси на драфте Главной лиги бейсбола 2002 года в шестнадцатом раунде был выбран клубом «Сент-Луис Кардиналс». В уровне АА провёл сезон из сухих иннингов. В МЛБ дебютировал 8 мая 2005 года. В дебютном сезоне провёл 40 матчей имел ERA 2,95 в 55 иннингах. 3 июля 2006 года был отправлен в фарм-клуб «Сент-Луиса» «Мемфис Редбёрдз» уровня ААА.
Сезоне 2007, находясь в ротации, закончил с результатом 8-6 и 4,73 ERA при 53 страйкаутах. В 2008 году отыграл 6,2 сухих иннинга, а также впервые вышел в старте. 23 апреля снова был отправлен в «Мемфис», а 4 ноября 2009 отпущен.
Был подписан клубом «Канзас-Сити Роялс» на сезон 2010, но был отпущен уже 3 июля, когда игрок решил стать свободным агентом. Подписал контракт с «Хьюстон Астрос», но был отпущен в августе. Сезон 2011 пропустил из-за травмы, но зимой играл в Доминикане, чтобы быть готовым к сезону 2012. «Миннесота Твинс» 19 января подписала с игроком двухлетний контракт для выступлений в низших лигах. Играл за фарм-клуб «Рочестер Ред Уингз» уровня ААА.

## Личная жизнь
Женился на Андреа Котис Томпсон (англ. Andrea Kotys Thompson) в 2008 году. Проживает с женой, сыном и дочерью в Сент-Луисе. После завершения карьеры работает в СМИ: является соведущим радио-шоу The Fast Lane на WXOS (аффилированная ESPN радиостанция в Сент-Луисе) вместе с Энтони Сталтером и Джейми Риверсом, а также аналитиком и комментатором Bally Sports Midwest. 